# Takuya Mihashi
Takuya Mihashi (født 6. marts 1992) er en japansk fodboldspiller.
Han har spillet for flere forskellige klubber i sin karriere, herunder Fujieda MYFC.